# إدموند تابسوبا
إدموند تابسوبا (بالفرنسية: Edmond Tapsoba) (مواليد 2 فبراير 1999) هو لاعب كرة قدم من بوركينا فاسو يلعب كمدافع في نادي باير 04 ليفركوزن.

## روابط خارجية
- إدموند تابسوبا على موقع الاتحاد الأوربي (الإنجليزية)
- إدموند تابسوبا على موقع إي إس بي إن إف سي (الإنجليزية)
- إدموند تابسوبا على موقع قاعدة بيانات كرة القدم.إي يو (الإنجليزية)
- إدموند تابسوبا على موقع ليكيب (الفرنسية)
- إدموند تابسوبا على موقع ناشيونال فوتبول تيمز (الإنجليزية)
- إدموند تابسوبا على موقع Soccerbase.com (لاعب) (الإنجليزية)
- إدموند تابسوبا على موقع Soccerway.com (الإنجليزية)
- إدموند تابسوبا على موقع عالم كرة القدم.نت (الإنجليزية)